# 威廉·斯圖爾特-休斯頓
威廉·帕特里克·斯圖爾特-休斯頓（英語：William Patrick Stuart-Houston，1911年3月12日—1987年7月14日），原姓希特勒（Hitler），纳粹德国独裁者阿道夫·希特勒的半血緣姪子，由希特勒的同父異母哥哥小阿洛伊斯（Alois Hitler Jr.）和其愛爾蘭籍妻子布麗奇特·道林在利物浦所生的孩子。威廉·希特勒後來移居至德國，但隨後又移民到美國，並曾在第二次世界大戰期間為美國海軍服役。他最終獲得美國國籍，並在該地終老。

## 生涯

### 早年生活
威廉·帕特里克·希特勒在1911年3月12日出生於英國利物浦托克斯泰斯，父母為小阿洛伊斯·希特勒（Alois Hitler Jr.）和愛爾蘭人布麗奇特·道林。這對夫妻在1909年於都柏林相識，隔年於倫敦馬里波恩成婚，之後移居至利物浦並生下威廉。他們舉家住在上斯坦霍普街（Upper Stanhope Street）102號的公寓內，該棟公寓隨後在1942年1月10日利物浦大轟炸的最後一波空襲中被納粹德國空軍炸毀。道林在一份名叫《我的小叔阿道夫》（My Brother-in-Law Adolf）的手稿中聲稱阿道夫·希特勒為了避免被奧匈帝國徵兵，曾在1912年11月至1913年4月間與她一起住在利物浦。這份手稿被希特勒的傳記作者認定為虛構成份居多的小說，原因是希特勒當時住在維也納的默爾德曼街宿舍內。
1914年，小阿洛伊斯拋下布麗奇特和兒子，隻身前往歐洲展開賭博之旅。他之後回到其家鄉德國，但由於第一次世界大戰爆發的關係而無法返回英國，留下布麗奇特一人獨力養大兒子。小阿洛伊斯更誤信布麗奇特已死，並與德國女子海德薇·海德曼（Hedwig Heidemann）再婚，後者在1920年為前者生下兒子海因茨。與威廉形成鮮明對比的是，海因茨為納粹的狂熱信徒，並在1942年的蘇德戰爭期間被蘇聯紅軍俘虜，最後死在莫斯科的布提爾卡監獄內。一戰結束後的1920年代中期，他寫信給布麗奇特，希望她帶威廉到德國團聚，布麗奇特此時已與小阿洛伊斯劃清界線，但仍在1929年答應他的請求，當時威廉18歲。

### 在納粹德國的生活
1933年，威廉前往德國，希望在當時已成為總理的叔叔的幫助下找到一份好工作。希特勒聽聞後，將其安排在德意志帝國銀行內任職，他也在1930年代的大部分時間內從事著這份職業。之後，威廉在希特勒的首肯下轉職至歐寶，成為該公司的汽車銷售員。然而他一直不滿意自己的待遇，並要叔叔給予更好的工作，否則便要把叔叔家族中的醜聞傳開去，希特勒表示當上總理並不代表要為親屬謀福利，並坦言非常討厭姪子的舉動。
1938年，希特勒要求威廉放棄英國國籍，以換取得到更高薪的工作，前者拒絕後離開納粹德國，並威脅要把諸如希特勒祖先是猶太裔商人利奧波德·弗蘭肯伯格的私生子之類的謠言傳出去。回到英國倫敦後，威廉在美國雜誌《展望》發表一篇名叫《為何我討厭我的叔叔》（Why I Hate my Uncle）的文章。

### 移民至美國
儘管自己極力討好公眾，但威廉仍受到家鄉英國冷淡對待。1939年1月，報業大亨，赫茲國際集團創辦人威廉·赫斯特邀請他和母親前往美國進行巡迴演講。二戰爆發後，威廉曾嘗試加入英軍但遭到拒絕。美國因珍珠港事件而參戰後，他寫信給時任美國總統富蘭克林·D·羅斯福，希望成為一名美軍士兵，這封信隨後轉交至聯邦調查局以調查其背景。在證實無可疑後，威廉終在1944年加入美國海軍，並在紐約皇后區桑尼賽德重新定居。
威廉隨後成為一名海軍醫務兵，並在1947年以同一軍階退役。據聞他在入伍時，人事官詢問他的姓氏，他回答「希特勒」，人事官以為他在開玩笑，答：「希特拉你好，我姓赫斯。」（Glad to see you, Hitler. My name's Hess.）戰後，威廉獲頒授紫心勳章和第二次世界大戰勝利獎章。

### 晚年生活
在1947年退伍後，威廉把自己的姓氏改為「斯圖爾特-休斯頓」（Stuart-Houston），一些評論家認為這姓氏可能取自反猶太主義作家休斯頓·斯圖爾特·張伯倫，但本人從未證實這一說法。同年，他迎娶在1920年代中期於德國出生的菲莉絲·讓-雅克（Phyllis Jean-Jacques）。兩夫婦和布麗奇特之後搬到紐約州長島帕喬格西爾弗街（Silver Street）71號的一家兩層住宅居住，並嘗試匿姓埋名地生活。生活安定後，威廉利用其醫學上的知識，在自家開設了一家專門分析醫院血液樣本的公司——布魯克黑文實驗室（Brookhaven Laboratorie）。
1987年7月14日，威廉·斯圖爾特-休斯頓在帕喬格去世，終年76歲，並隨後安葬在紐約州科拉姆的聖墓公墓內，長眠在其母親布麗奇特的旁邊，他的遺孀菲莉絲在2004年逝世。夫婦兩人育有四個兒子，分別是亞歷山大（Alexander，1949—）、路易（Louis，1951—）、霍華德（Howard，1957—1989）和布萊恩（Brian，1965—），其中在美國國稅局刑事調查科任職特工的的三子霍華德則在其父親去世的兩年後因車禍喪生。斯圖爾特-休斯頓三兄弟現時仍居住在帕喬格，曾有謠言指三人決意以不生兒育女的方式終結希特勒的血統，亞歷山大隨後在2018年受德國《圖片報》訪問時否認這一說法，並稱他們其中一人曾與一位猶太女子訂婚，但後來女方得知男方家族的歷史後便斷然取消婚約。

## 流行文化
貝里爾·班布里奇在1978年發行的小說《少年阿道夫》描述了布麗奇特所說，在1912–13年間拜訪利物浦親戚的23歲希特勒，之後班布里奇與導演菲利普·薩維爾合作將該小說改編成戲劇《布麗奇特·希特勒的日記》（The Journal of Bridget Hitler），並在1981年於英國廣播公司第二台上播出。葛蘭·莫瑞森和史提夫·尤維爾於1989年出版的漫畫《希特勒的新歷險記》亦同樣基於希特勒「在利物浦的生活」。2005年10月，歷史頻道播出一套長約一小時的紀錄片《希特勒的家族》（Hitler's Family），其中講述了包括威廉在內希特勒的其他親戚。
2006年4月，由馬克·卡森執導， 參考自威廉一生的戲劇《小威利》（Little Willy）在紐約的俄亥俄劇院公演。八年後，一套由埃曼紐爾·阿瑪拉（Emmanuel Amara）擔任導演的紀錄片《誓約： 希特拉家族的秘密》（The Pact: Le serment des Hitler）在網飛上架。2018年6月19日，喜劇中心節目《醉酒史》的第五季第八集描述了威廉的一生，並由托馬斯·曼恩負責詮釋他。

### 來源
1. ↑  . FreeBMD. ONS.   [9 February 2017]. （原始内容存档于2021-02-27）.
2. ↑  McCarthy (1992)
3. ↑  Ian Kershaw. . W.W. Norton. 2000: 56  [2020-05-25]. ISBN 978-0-393-32035-0. （原始内容存档于2013-12-03）.
4. 1 2 3  . America in WWII.   [2020-04-27]. （原始内容存档于2019-11-25）.
5. ↑  .   [9 March 2011]. （原始内容存档于2017-12-30）.
6. 1 2 3 4  . The Independent. 2006-08-17  [2020-05-01]. （原始内容存档于2020-01-29）.
7. 1 2 3  . Today I Found Out. 2011-06-09  [2020-05-01]. （原始内容存档于2020-04-26）.
8. 1 2 3  Brown et al (2006)
9. ↑  .   [2020-05-25]. （原始内容存档于2019-12-11）.
10. 1 2  .   [2020-05-25]. （原始内容存档于2012-07-03）.
11. ↑  Lehrer (2002)
12. ↑  findagrave.com （页面存档备份，存于）, accessed January 24, 2008
13. ↑   (PDF). Jrbooksonline.com.   [2017-08-13]. （原始内容 (PDF)存档于2017-11-10）.
14. ↑  Officer Down Memorial Page （页面存档备份，存于）, (Retrieved 10 March 2016)
15. ↑  . Mirror. 2018-10-19  [2020-05-25]. （原始内容存档于2018-10-09）.
16. ↑  Royden (2004)
17. ↑  Saville, Philip profile （页面存档备份，存于）, BFI Screenonline
18. ↑  . Barbelith.com. 2002-09-02  [2010-10-07]. （原始内容存档于2011-02-19）.
19. ↑  互联网电影数据库（IMDb）上《The Hitler Family (2005)》的资料（英文）
20. ↑  Green (2006)
21. ↑  . www.netflix.com.   [2019-07-16]. （原始内容存档于2019-07-16） （英语）.
22. ↑  . Comedy Central.   [2019-12-10]. （原始内容存档于2019-12-10）.

### 文獻
- Brown, Jonathan & Oliver Duff. "The black sheep of the family? The rise and fall of Hitler's scouse nephew"（页面存档备份，存于） in The Independent, 2006-08-17
- Gardner, David. The Last of the Hitlers, BMM, 2001, ISBN 0-9541544-0-1
- Green, Jesse. The Search for the Long Island Hitlers （页面存档备份，存于）, The New York Times, 2006-04-09
- Halmburger, Oliver, Timothy W. Ryback & Florian M. Beierl: Hitler's Family — In the Shadow of the Dictator, Loopfilm / ZDF Enterprises, 2006.
- Lehrer, Steven. . McFarland. 2002: 224  [2020-05-25]. ISBN 0-7864-1045-0. （原始内容存档于2016-06-10）.
- McCarthy, Tony. "Hitler: His Irish Relatives"; Irish Roots Magazine; no. 1, First Quarter 1992 (Retrieved: 2016-03-10)
- Royden, M.W. "Your Story: Adolf Hitler - did he visit Liverpool during 1912-13?" （页面存档备份，存于）, BBC Legacies; Liverpool, February 2004
- Toland, John. Adolf Hitler, ISBN 0-385-42053-6
- Vermeeren, Marc. "De jeugd van Adolf Hitler 1889-1907 en zijn familie en voorouders"; Soesterberg, 2007; Aspekt B.V. publishers; ISBN 978-90-5911-606-1 (in Dutch)

## 外部連結
- Getting to know the Hitlers from The Daily Telegraph
- Author talks about 'the Last of the Hitlers' （页面存档备份，存于） CNN interview.
- The Diocese of Rockville Centre - Holy Sepulchre Cemetery
- Kilgannon, Corey. "Three Quiet Brothers on Long Island, All of Them Related to Hitler" （页面存档备份，存于）, The New York Times, 2006-04-24